# District métropolitain de Rochdale
Pour les articles homonymes, voir Rochdale (homonymie).
Le district métropolitain de Rochdale (en anglais : Metropolitan Borough of Rochdale) est un district métropolitain du Grand Manchester, en Angleterre.
Il porte le nom de sa principale ville, Rochdale, et son territoire comprend également celles de Middleton, Heywood, Littleborough et Milnrow, ainsi que le village de Wardle.
Le district a été créé le 1er avril 1974 par le Local Government Act 1972. Il est issu de la fusion de six anciens districts : le county borough de Rochdale, les districts municipaux de Heywood et Middleton et les districts urbains de Littleborough, Milnrow et Wardle.

## Crédit d'auteurs
- (en) Cet article est partiellement ou en totalité issu de l’article de Wikipédia en anglais intitulé « Metropolitan Borough of Rochdale » (voir la liste des auteurs).